# 나종기
나종기(羅鍾基, 1965년 7월 16일, 경상북도 의성군 ~ )은 대한민국의 기업인 출신 정치인이다. 제5대 대구광역시의원을 지냈다.

## 학력
- 다인국민학교 졸업
- 다인중학교 졸업
- 한국방송통신고등학교 졸업
- 경일대학교 졸업

### 비학위 수료
- 영남대학교 산업대학원 건축학 석사 졸업
- 영남대학교 일반대학원 건축학 박사과정 수료
- 계명대학교 정책대학원 수료
- 대구대학교 국제경영대학원 수료

## 경력
- 경진종합건설 ㈜CEO-건축 특급 기술자
- 토목 초급 기술자
- ㈜다우종합 건설
- ㈜다인종합 건설
- ㈜솔라종합 건설
- 계명대학교 정책대학원 총동창회 이사
- 경일대학교 총동창회 부회장
- 경일대학교 기계과 동창회 이사
- 영남대학교 산업대학원 건축과 동창회장
- 영남대학교 산업대학원 총동창회 회장
- 대구광역시 서구 통합방위 협의회 위원
- 대구광역시 서구 새마을문고 지회장
- 대구광역시 서구 새마을 부회장
- 대구광역시 서구 새마을 이사
- 대구광역시 서구 의성 향우회 부회장
- 민주평화통일자문회의 대구광역시 서구 협의회 위원
- 바르게살기 평리3동 회원
- 대구광역시 지체장애인협회 스포츠단 단장
- 영원 라이온스 회원
- 반월로타리 회원
- 카톨릭대학교 경영대학원포럼 CEO과정 1기 수석부회장
- 한국 도덕운동 협의회 지도위원
- 대구광역시 서구제일복지관 후원회 부회장
- 한국자유총연맹 대구광역시 서구지부 부지부장
- 한나라당 중앙당 정치대학원 수료
- 한나라당 대구정치대학원 수료
- 한나라당 대구시당 홍보수석 부위원장
- 한나라당 대구시당 홍보위원장
- 한나라당 대구시당 인사위원회 위원
- 한나라당 대구시당 윤리위원회 위원
- 한나라당 중앙 홍보위원회 위원
- 한나라당 대구정치대학원 동창회 부회장
- 한나라당 대구당보(대구매거진)편집 위원장
- 한나라당 대구시당 운영위원
- 한나라당 제4회 전국동시지방선거 대구광역시 홍보대책위원장
- 한나라당 제17대 대통령 선거 대구광역시 홍보대책단장
- 2008.06 ~ 2010.06 제5대 대구광역시의회 의원
- 2008.07 ~ 2010.06 제5대 대구광역시의회 후반기 행정자치위원회 위원

## 수상
- 대구광역시 서구청장 표창
- 대구시장 표창 (대구시 선형 모범 시민상 수상)

## 역대 선거 결과
|  | 32.23% |

|  | 38.21% |